# Herkules (przedsiębiorstwo)
Herkules S.A. (d. Gastel Żurawie S.A. EFH Żurawie Wieżowe S.A.) – polskie przedsiębiorstwo budowlane z siedzibą w Warszawie, notowane od 2007 na Giełdzie Papierów Wartościowych.
Powstała w 2006 spółka zajmuje się wynajmem żurawi wieżowych górno- i dolnoobrotowych oraz urządzeń do automontażu żurawi.

## Akcjonariat
Według danych z lutego 2023 największymi znanymi akcjonariuszami spółki byli:
- Value FIZ Subfundusz 1 (wraz z Sanwil Holding), posiadający 33,08% akcji i 33,08% głosów na WZA;
- Willet sp. z o.o. kontrolowana przez Willet S.a r.l.i Romualda Stachowiaka – 6,81% akcji i 6,81% głosów;
- Fairfax Polska sp. z o.o. – 5,96% akcji i 5,96% głosów[2].